# جنگل‌داری

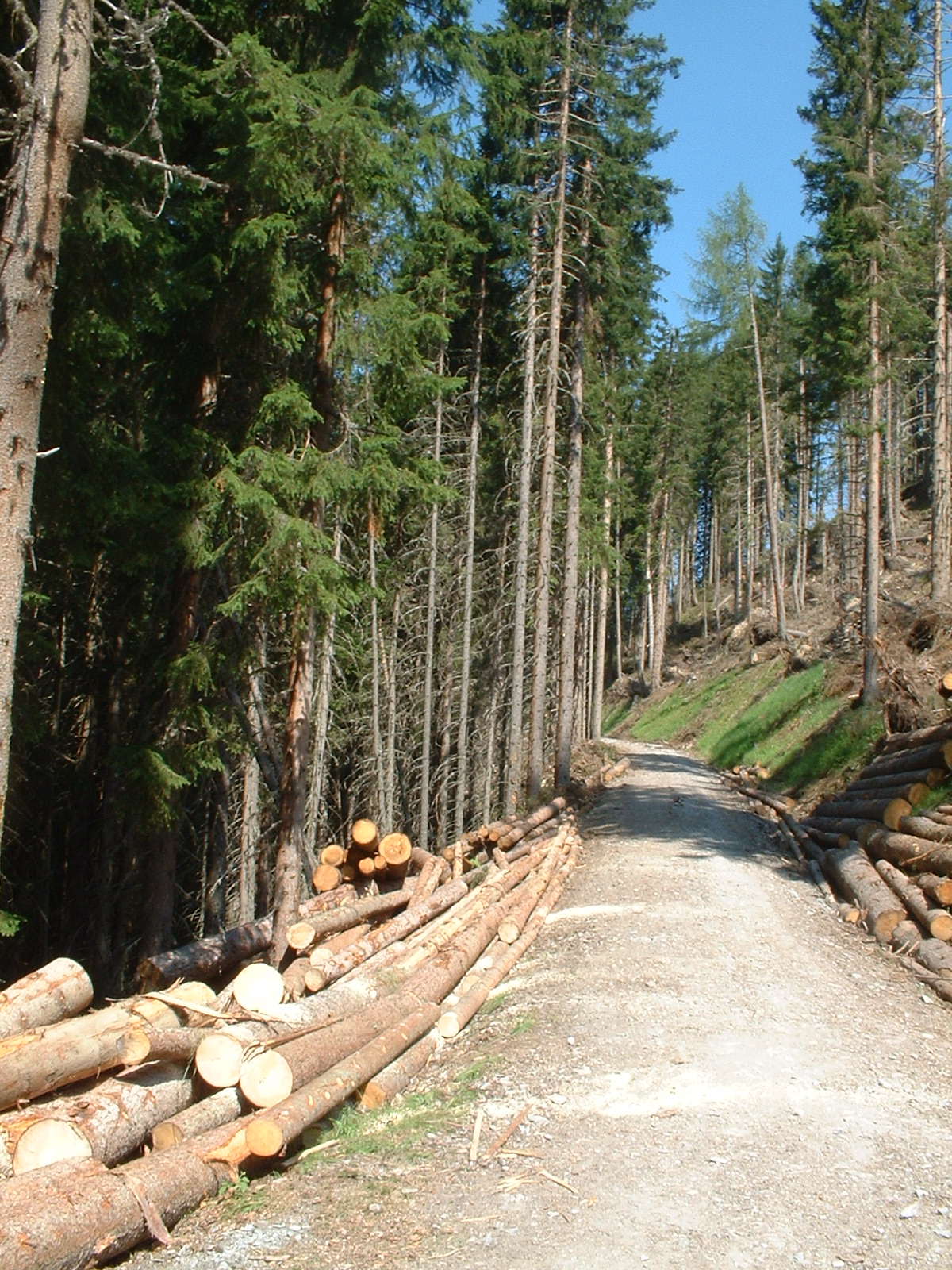
کار جنگل‌داری در اتریش

جنگل‌داری (به انگلیسی: Forestry) هنر و علم مدیریت جنگل، کاشت درختان جنگلی و دیگر موارد مربوط به منافع انسان و منابع طبیعی است. هدف از جنگل‌داری استفاده از منابع زیست‌محیطی جنگل بر پایه اعمال سازگار با محیط زیست می‌باشد.
جنگل‌داری و اقتصاد جنگل یک بخش اقتصادی مهم در کشورهای مختلف صنعتی است. برای مثال، در آلمان، تقریباً یک سوم مساحت کشور را جنگل‌ها پوشش می‌دهند، چوب مهم‌ترین منبع تجدیدپذیر در این کشور است، و جنگل‌داری بیش از یک میلیون شغل ایجاد کرده و حدود ۱۸۱ میلیارد یورو ارزش اقتصادی برای اقتصاد آلمان دارد.

## جنگل‌داری در قرن ۲۱
امروزه پژوهش‌های زیادی در رابطه با مدیریت اکوسیستم‌های جنگلی و بهبود روش‌های دخالت در توده‌های جنگلی صورت گرفته است. مطالعات جنگل‌داری نیز شامل توسعه روش‌های بهتر برای مدیریت، کاشت، حفاظت، تنک کردن، سوزاندن کنترل شده، قطع کردن، استخراج و فرآوری الوار و چوب می‌شود. یکی از کاربردهای جنگل‌داری مدرن، احیای جنگل است که در آن در یک منطقه خاص درختان کاشته شده و نگهداری می‌شوند.
امروزه پژوهش‌های زیادی در رابطه با مدیریت اکوسیستم‌های جنگلی و بهبود روش‌های دخالت در توده‌های جنگلی صورت گرفته است. مطالعات جنگل‌داری نیز شامل توسعه روش‌های بهتر برای مدیریت، کاشت، حفاظت، تنک کردن، سوزاندن کنترل شده، قطع کردن، استخراج و فرآوری الوار و چوب می‌شود. یکی از کاربردهای جنگل‌داری مدرن، احیای جنگل است که در آن در یک منطقه خاص درختان کاشته شده و نگهداری می‌شوند.

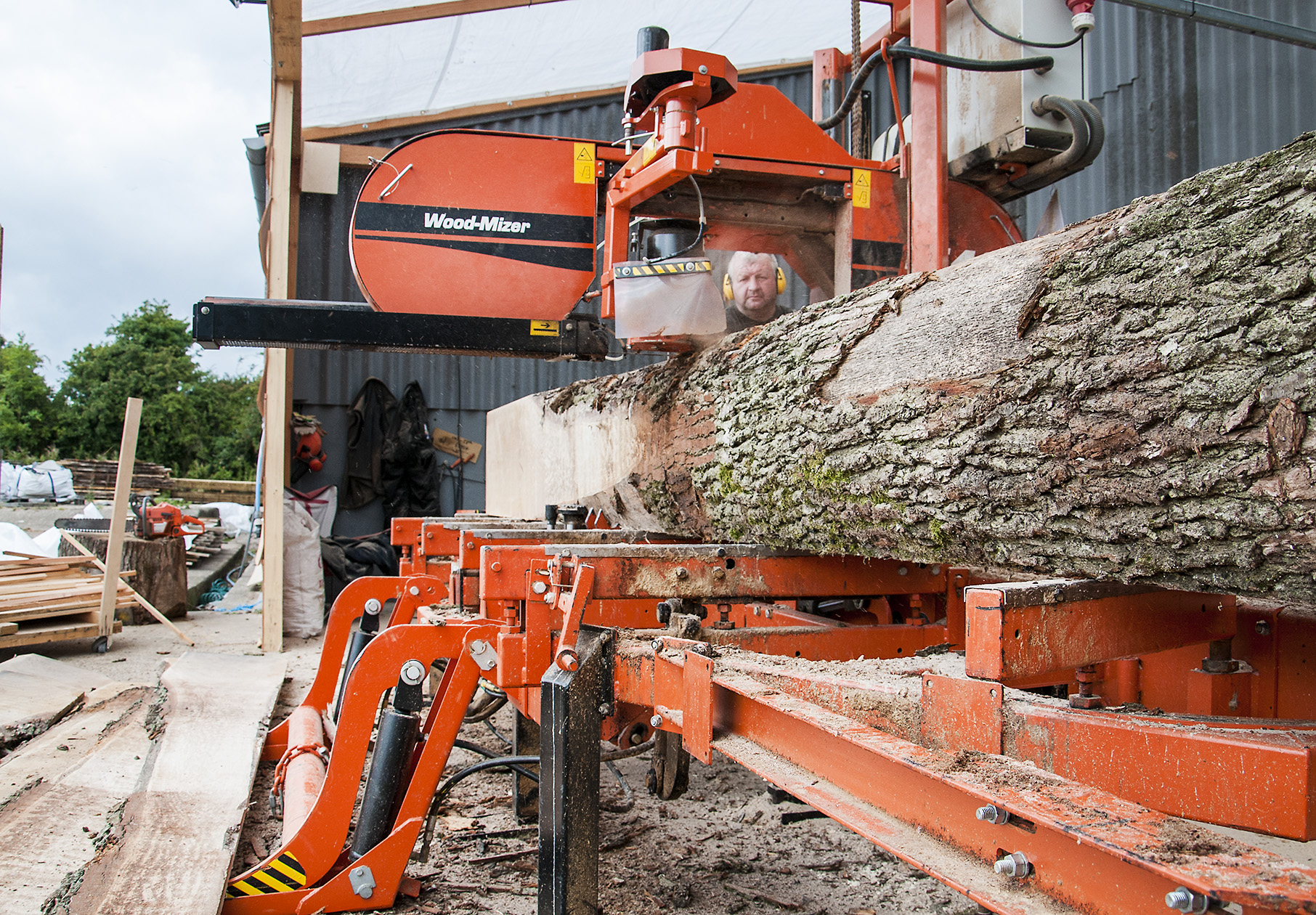
برش چوب با «ماشین چوب‌بری» قابل حمل

درختان مزایای محیط زیستی، اجتماعی و اقتصادی بسیاری را برای مردم فراهم می‌کنند. صنعت جنگل در بسیاری از مناطق دارای اهمیت زیست‌محیطی، اقتصادی و اجتماعی فراوان است. ایالات متحده آمریکا بیشترین الوار را در جهان تولید می‌کند.